# Enid Lyons
Dame Enid Muriel Lyons AD, GBE (geb. Burnell; * 9. Juli 1897 in Smithton, Tasmanien;  2. September 1981) war eine australische Politikerin und die erste Frau, die in das Australische Repräsentantenhaus gewählt wurde. Zudem gehörte sie als eine der ersten weiblichen Premierministerinnen dem Bundeskabinett Robert Menzies an.
Vor ihrer eigenen politischen Karriere war sie vor allem als Ehefrau von Joseph Lyons bekannt, der von 1932 bis 1939 Premierminister von Australien war und zuvor von 1923 bis 1928 als Premierminister von Tasmanien amtierte.

## Biografie
Lyons wurde am 8. Juli 1897 als zweites von vier Kindern von Eliza (geb. Taggett) und dem Sägewerker William Burnell geboren. Sie wuchs in verschiedenen Kleinstädten im Norden Tasmaniens auf und machte eine Ausbildung zur Lehrerin. Im Alter von 17 Jahren heiratete sie den Politiker Joseph Lyons, der fast 18 Jahre älter war als sie. Sie bekamen zwölf gemeinsame Kinder, von denen alle bis auf eines das Erwachsenenalter erreichten.
Mit dem Fortschreiten der Karriere ihres Mannes begann Lyons, ihn bei Wahlkämpfen zu unterstützen, und erwarb sich einen Ruf als begabte Rednerin. Im Jahr 1925 war sie eine der ersten beiden Frauen, die bei den Wahlen in Tasmanien für die Labor Party kandidierten. Nach der Spaltung der Partei im Jahr 1931 folgte sie ihrem Mann in die neue United Australia Party (UAP).
Nachdem ihr Mann 1932 Premierminister geworden war, begann Lyons in Canberra zu leben. Sie war eine der bekanntesten Ehefrauen des Premierministers, schrieb Zeitungsartikel, nahm an Radiosendungen teil und hielt Reden unter freiem Himmel. Der plötzliche Tod ihres Mannes im Jahre 1939 traf sie schwer, sodass sie sich eine Zeit lang aus dem öffentlichen Leben zurückzog.
Bei den Bundestagswahlen 1943 kandidierte Lyons nach einer Pause in der Politik erfolgreich für die UAP in Darwin. Sie und Senatorin Dorothy Tangney wurden daraufhin die ersten beiden Frauen, die ins Bundesparlament gewählt wurden. Lyons trat 1945 der neuen Liberalen Partei bei und war von 1949 bis 1951 Vizepräsidentin des Exekutivrats in der Regierung Menzies – die erste Frau im Kabinett. Nach drei Legislaturperioden zog sie sich aus dem Parlament zurück, blieb aber als Vorstandsmitglied der Australian Broadcasting Commission (1951–1962) und als gesellschaftliche Sprecherin im öffentlichen Leben aktiv.

## Ehrungen
Im März 2023 wurden die Senatorinnen Dorothy Tangney und Enid Lyons in den Gärten des Old Parliament House in Canberra platziert. Die von Lis Johnson geschaffenen Statuen wurden, wurden von einer emblematischen Fotografie der beiden Frauen inspiriert, die während der ersten Legislaturperiode im September 1943 gemeinsam das Gebäude betraten.
1957 wurde sie mit der Ernennung zur Dame Grand Cross des Order of the British Empire in den Adelsstand erhoben. 1980 wurde sie auch zur Dame des Order of Australia ernannt.